# Zastava M77
Zastava M77 är en jugoslavisk lätt kulspruta i kaliber 7,62 × 51 mm NATO utvecklat och konstruerat av Zastava Arms. Vapnet är en variant av AK-47.